# Women in Shorts
«Women in Shorts» (укр. «Жінки в короткометражках») — шоста серія тридцять шостого сезону мультсеріалу «Сімпсони», прем'єра якої відбулась 10 листопада 2024 року у США на телеканалі «Fox».

## Сюжет
На засіданні книжкового клубу Луан ван Гутен змінює мету зустрічі, щоб разом випити вина. Її подруги зауважують, що в неї залежність від купівлі винного мерчу. Хоча Луан це відкидає, але жінки звертають увагу, що вона купила безліч тематичних речей, поводячись дико в магазині. Жінка зізнається, що це єдине, що в неї є. Подруги радять замінити алкогольну залежність гордістю повії.
Тим часом Стейсі Малібу їде зі Стейсі Малібу-Ленда у реальний світ. Серед учнів Спрінгфілдської початкової школи вона шукає дівчинку, що найбільше любить з неї гратися — Шону Чалмерс. Коли лялька підходить до Шони, це її дратує і дівчина привселюдно кидається на Стейсі (пошепки вибачаючись). Коли лялька каже, що це внутрішня боротьба з дорослішанням, Шона не витримує та відриває ляльці голову…
Перед сном Нельсон просить свою мати розповісти казку на ніч. Жінка розповідає про принцесу Мюнцину, яка любила танцювати в середньовічному стриптиз-клубі. Якось її місце зайняла конкурентку Райлі. За це Мюнцина б'є її кришталефою туфелькою. Хоча за це її Мюнцину не звільнили із клуба, бо її чоловік — охоронець-красень. Як помсту Райлі змусили танцювати перед сплячими лицарями.
У черзі в супермаркеті Мардж згадала, що забула купити тампони. Вона просить Гомера збігати по них. Однак, чоловік соромиться купувати «ті речі» та переконує дружину самій повернутися. Перед тим, як Мардж іде, працівники магазину в музичному номері співають Гомерові, що він — некомпетентний чоловік, і нагадують, скільки засобів чоловічої гігієни Мардж йому купувала.
Тим часом, коли судно із сигаретами «Laramie» застрягає в Панамському каналі Спрінґфілду загрожує дефіцит цигарок. Почувши про це, Патті і Сельма панікують через скорочення запасів сигарет. Вони починають нападати одна на одну через заховані сигарети, допоки не закашляються активувавши серцеву тривогу на фітнес-браслетах.
В ресторані Гібберти влаштовують побачення. Однак, Джуліусу не дуже вдаються рольові ігри. Ба більше, як лікар він переймається відвідувачем, що вдавився, але Берніс не дозволяє йому втручатися. Зрештою, Кірк ван Гутен допомагає також граючи рольову роль лікаря, але закінчується це тим, що б'є чоловіка меню.
У поліцейському відділку шеф Віґґам арештовує Луїджі за контрабанду дімантів. Справу передають до суду, а Луїджі надають адвоката… його маму. У пісні пояснюється, що після арешту сина місіс Різото вивчилася на адвокатку з метою допомогти синові. На суді жінка підходить до присяжних і дає всім їм ляпаса за те, що звинувачують його сина. Наостанок вона пропонує присяжним свій пиріг, за що вони визнають чоловіка невинним. Те саме жінка робить і у Верховному Суді…
Далі Кухарка Дора розповідає історію приготування шкільного обіду. Вона ходить ринком, надихається, знаходить, що може купити. З отриманих інгредієнтів вона готує і прикрашає «страви».

Лісі сниться Нарнія

Коли вночі Ліса лягає спати після прочитання «Хронік Нарнії», дівчинці сниться, що вона стала королевою Нарнії, де громадяни вимагають її мудрості. Незалежно від того, що Ліса пропонує, громадяни обертаються проти неї та починають атакувати її магією. Коли дівчинка прокидається розчарованою, то скаржиться, що в її снах не має веселощів.

Аґнес Скіннер шукає нового ворога

Далі після 50 років ворогування ворогиня Аґгнес Скіннер помирає. Жінка записує відео для соцммереж, щоб знайти нового ворога.
Тим часом по радіо повідомляють про наближення цунамі, від якого не врятуватися, на Спрінгґфілд. Залишається лише 10 хвилин. Почувши це, Гелен Лавджой вирішує пуститися берега: вона п'є священне вино, розбиває вікна церкви, б'є Неда Фландерса, пристрасно цілує Мо, і, наостанок, спалює іграшкову залізницю Тіма. У цей час по радіо далі говорять про цунамі… знижок у торговому центрі. Гелен розгублено хвалить залізницю чоловіка.
На майданчику Спрінгфілдської початкової школи грають діти, за чим з вікна учительської спостерігають вчителі. Вони роблять ставки на дитячі вибрики. Міс Пейтон зауважує, що так не можна, але її ніхто не слухає. По рації завгосп Віллі каже, що середній палець показала… Ліса Сімпсон неочікувано для всіх (ставка була 1 до 300). Після цього міс Пейтон каже, що це вона зробила ставку заздалегідь домовившись із Лісою, щоб провчити колег. Рейшел забирає гроші та віддає їх учням. Своєю чергою Ліса на ці гроші купує музичну платівку і велосипедом їде містом, де на фоні видно закінчення чи згадки всіх попередніх скетчів.
На початку кінцевих титрів показують трейлер до фільму «Меґґі: Початок». 1 рік і 9 місяців тому Мардж спокушає Гомера піднятися до спальні…

## Виробництво
Спочатку серія називалась «Ladies Night» (укр. «Ніч леді»), проте її було перейменовано на «Women in Shorts».
Виробництво серії розпочалося навесні 2023 року. Виконавчий продюсер «Сімпсонів» Метт Селман був автором ідеї епізода.
|  | Мені завжди подобалася [серія 7 сезону] «22 Short Films about Springfield». Я сказав: «Чи можемо ми зробити ще один такий [епізод], але інакше?» Не просто перехід [до коротких історій про персонажів]. |

Селман заохочував сценаристів більше ризикувати, тому Крістін Ненґл, яка раніше була сценаристкою шоу «Суботнього вечора в прямому ефірі», написала сценарій серії, що схожа на скетч-шоу за участю жінок Спрінґфілда.

## Культурні відсилання та цікаві факти
- Вступну заставку серії дещо перероблено зі зміщенням акценту на жіночих персонажів «Сімпсонів»[4].

Ліса пише напис на дошці
Ліса велосипедом їде Спрінґфілдом

- Стейсі Малібу, що відправляється до реального світу, і Стейсі Малібу-Ленд є відсиланнями до комедії «Барбі» 2023 року[5].
- Пісня «Incompetent Husband» (укр. «Некомпетентний чоловік») у скетчі з Гомером — це пародія на пісню «Gee, Officer Krupke» (укр. «Гей, офіцере Крупке») з мюзикла «Вестсайдська історія»[5].
- Тематична пісня та відеоряд вступу розповіді про маму Луїджі «Mamma-at-Law!» (укр. «Мама в законі!») є пародією на вступ американського ситкома «Няня»[4].
- Сегмент Кухарки Дори частково пародією серіал «Ведмідь»[6].

## Ставлення критиків і глядачів
Під час прем'єри серію переглянули 0,83 млн осіб, з рейтингом 0.2, що зробило її найпопулярнішим шоу на каналі «Fox» тієї ночі.
Джон Шварц із сайту «Bubbleblabber» оцінив серію на 7,5/10, сказавши, що серія «була веселою і [я] не заперечував би, щоб це стало щорічною традицією».
На сайті «Me Blog Write Good» відзначили, що незважаючи на чудово розкриті розповіді жіночих персонажів автор «би краще подивився окрему серію про Ліндсі Нейджл чи Аґнес Скіннер, аніж просто отримувати цей контент дуже мінімально. Ось що здається найбільш жахливим у цьому епізоді: майже всі жіночі персонажі ніколи не створювали власної історії, і ця серія, здається, підсилює це».
Майк Селестіно з «Laughing Place» сказав, що вважає, «що це гостра, жвава, енергійна серія, яка приємно повертається до однієї з найвищих точок серіалу, і я б сказав, що я хотів би, щоб подібні випадки довільної форми траплялися частіше, але, можливо, їм варто продовжувати їх розносити раз на 29 сезонів, щоб зберегти ідею свіжою».